# QQ Music
QQ Music (chiń. QQ音乐) – chiński serwis oferujący dostęp do muzyki w modelu freemium, należący do Tencent Music. Platforma ma ponad 700 milionów użytkowników.